# IBM System R
IBM System R — перша ефективна реляційна база даних. До її випуску реляційна модель бази даних була лише академічною ідеєю, натомість використовувались ієрархічні та мережеві бази даних. Побудована як дослідницький проект у дослідницькій лабораторії Сан-Хосе IBM, що розпочався 1974 року. Проект System R був тестовим: це була перша реалізація SQL, яка потім стала стандартом мов запитів до реляційних даних. Це також перша система, яка продемонструвала добру продуктивність обробки транзакцій реляційними системами керування базами даних. Архітектурне рішення у System R, а також деякі фундаментальні алгоритми вибору (як-от алгоритми динамічного програмування, що використовуються в оптимізації запитів) вплинули на багато пізніші реляційні системи.
Першим клієнтом System R став Pratt & Whitney 1977 року.